# Pineiós
Pineiós (griego: Πηνειός) es un municipio de la República Helénica perteneciente a la unidad periférica de Élide de la periferia de Grecia Occidental.
El municipio se formó en 2011 mediante la fusión de los antiguos municipios de Gastouni (la actual capital municipal), Traganó y Vartholomió, que pasaron a ser unidades municipales. El municipio tiene un área de 161,5 km².
En 2011 el municipio tenía 21 034 habitantes.
Se sitúa en el noroeste de la península del Peloponeso y el litoral de su término municipal se ubica frente a la isla de Zante. El municipio toma su topónimo del río Peneo, cuya desembocadura en el mar Jónico tiene lugar en la costa del municipio justo al sur de Gastouni.